# Оборона Таганрога
Оборона Таганрога — серия обстрелов Таганрога и атак на город англо-французов во время проведения Азовской кампании в ходе Крымской войны с целью установлению контроля над самым удобным путём снабжения осаждённого Севастополя.

## Предыстория
Весной 1855 года, поскольку Крымская война тянулась уже третий год, британцы и французы решили осуществить операцию по захвату Керченского полуострова, для установления контроля над Азовским морем. Они считали, что она позволит им изолировать Крым от России и препятствовать поставке вооружения и продовольствия.
Таганрог занимал особое место в планах союзников — на тот момент это был главный порт Азовского моря и основной пункт торговых отношений Дона и Волги с заграницей, через который русская армия в Крыму получала продовольствие.
Британцы и французы высадили 16 000 наземных войск в Керчи, а во внутреннюю часть Азовского моря направили «летучую эскадру» (Flying Squadron) из 18 боевых кораблей. С апреля 1854 года Таганрогом управлял граф Толстой, вместе с ним командовал атаман Иван Краснов (он командовал донскими казаками). Гарнизон Таганрога состоял из полубатальона внутренней стражи, четырёх сотен донских казаков 68-го полка Краснянского, шести сотен Донского учебного казачьего полка из Новочеркасска, караульная команда (230 рядовых), полторы сотни таможенных чинов, госпитальная и жандармская команды. Кроме того, в защитники города добровольно записались 250 местных жителей (милиционеров). Общее количество защитников Таганрога составляло примерно 3200 человек. Поскольку Таганрогская крепость была давно упразднена, в городе не было укреплений, а морскую артиллерию вывели из строя или затопили во время уничтожения русских судов «Аккерман», «Секстан» и «Унылая» при приближении неприятельской флотилии к городу.

## Обстрелы Таганрога

### Первый обстрел и высадка десанта

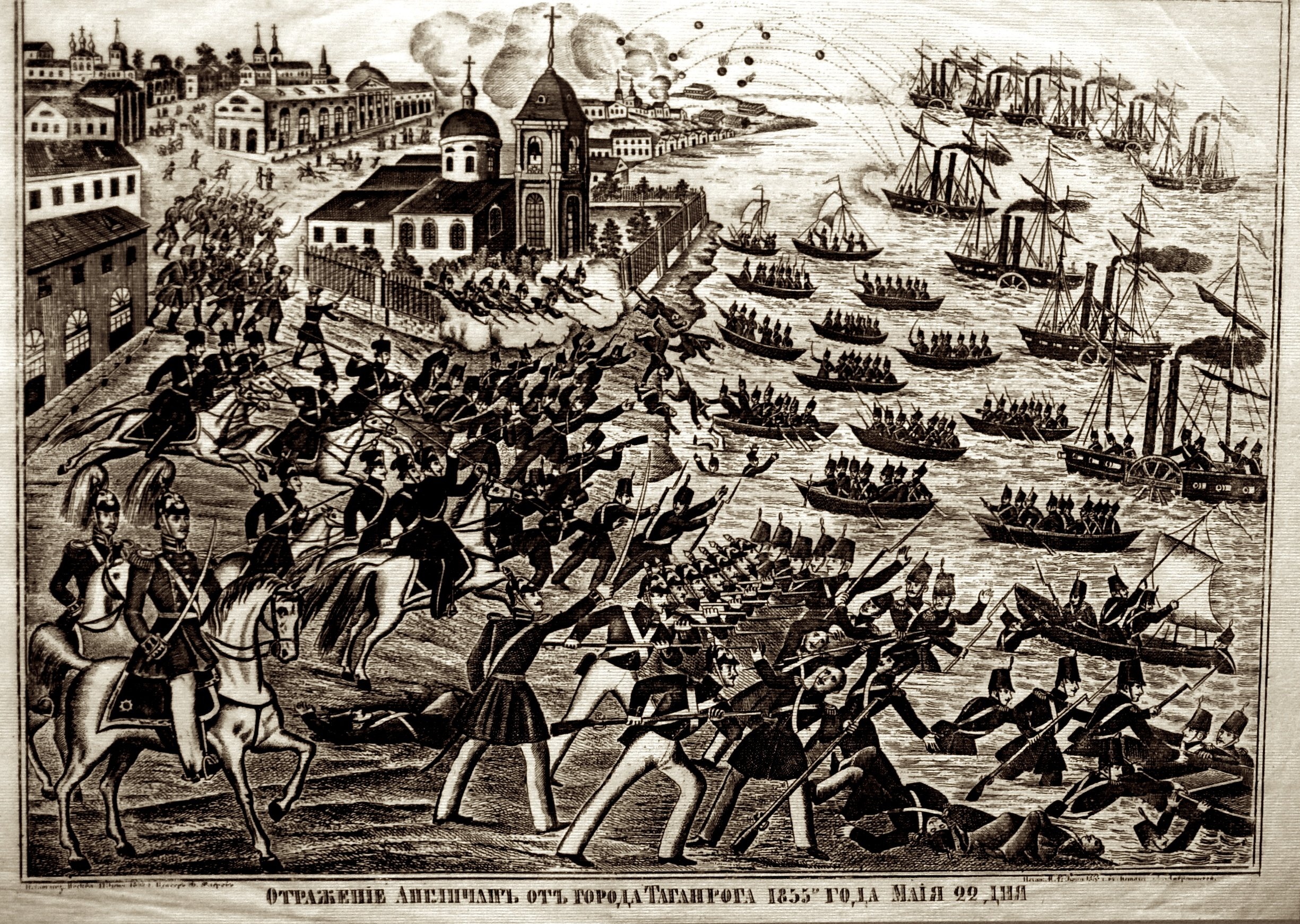
Российская гравюра, изображающая первую попытку осады

12 мая 1855 союзные силы британцев и французов начали операцию в Азовском море. После высадки войск в местечке Камыш-бурун, они быстро захватили Керчь и Ени-Кале.
15 мая вражеская «летучая эскадра» разгромила Бердянск, уничтожив склады с продовольствием и все суда, вплоть до рыбацких лодок. 17 мая подвергся нападению Геническ. А в воскресенье, 22 мая 1855 года, в 8 часов утра 19 вооружённых паровых лодок и 20 гребных канонерских лодок, охватив мыс, заняли боевые позиции у Таганрога. Четыре паровых судна встали напротив Воронцовской набережной. Французские и английские парламентеры от имени своих правительств, находящихся в неприязненных отношениях к России, потребовали вывести войска за 5 миль от города. Затем в Таганроге будут уничтожены все казённые заведения, запасы и провиант; жители же могут спокойно оставаться на своих местах. На ответ был дан один час.
Походный атаман Войска Донского генерал-лейтенант Иван Краснов и военный губернатор Таганрога генерал-майор Егор Толстой, через своих парламентёров — прокурора Войну, поэта Н. Щербину и чиновника для особых поручений барона Е. Ю. Франка (племянника О. Г. Пфейлицер-Франка) подобные условия отвергли, заявив: «Русские не сдают своих городов. Таганрог не крепость; орудий у нас нет. Вы можете бомбардировать город безнаказанно, не опасаясь получить в ответ хотя бы единый выстрел. Но таково ли призвание воина? Выходите на берег, мы померимся силами, и если ваша возьмёт, то мы ляжем до последнего, исполнив свой долг».
В половину десятого утра флот союзников открыл артиллерийский огонь по городу, который продлился шесть с половиной часов. Часть флотилии обстреливала северную часть города и район Лесной биржи до Каменной лестницы, а пароходы — пристань и остальную часть города. Наибольшему обстрелу с их стороны подверглась территория бывшей крепости, на которой находились 2 церкви, слободка и госпитали, имевшие хорошо видимые жёлтые флаги.
Затем огонь был перенесён на территорию Лесной биржи и таможенных складов, расположенных вдоль берега. После обстрела английский отряд в сто человек попытался высадиться и подняться вверх по Депальдовской лестнице. Но спешенная сотня донских казаков, возглавляемая сотником Ермоловым, открыла меткий огонь из своих ружей и остановила англичан. Одновременно ожесточённая схватка произошла на берегу у Лесной биржи, где отряд добровольцев под командованием отставного капитана I ранга Зигури бросился на английский десант в контратаку и сбил их в море.
Вскоре получив подкрепление и доведя численность отряда до 300 человек, англичане решили действовать по-иному. На Таможенном спуске (ныне Биржевом), что располагался справа от лестницы, их ожидали основные силы русских. Слева от лестницы на Градоначальническом спуске, по мнению английского командира, их также могла ожидать засада. Тогда он командует — подняться вверх по склону, к греческой церкви святых Константина и Елены (ул. Греческая д. 52-54).

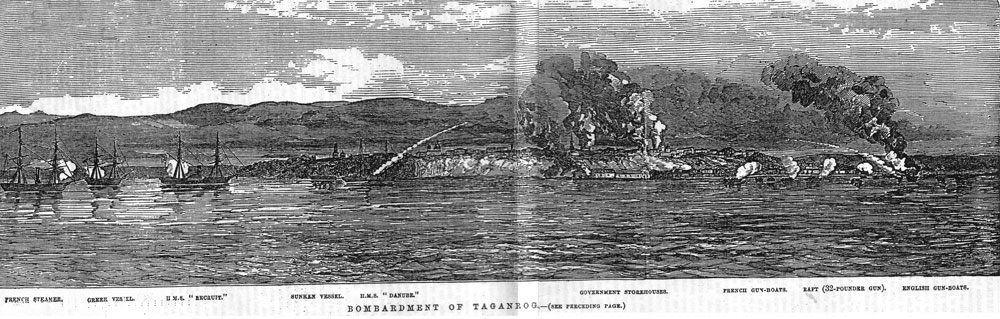
Обстрел Таганрога 22 мая (3 июня)

Руководители обороны Краснов и Толстой в это время находились в районе Таможенного спуска. И получив сведения, что противник пытается захватить Греческую церковь, они посылают на помощь полубатальон внутренней стражи во главе с отставным подполковником Петром Михайловичем Македонским. Им-то и было суждено отбить атаку англичан ружейными выстрелами и штыковой атакой. Особенное мужество проявили поручик Нестеров и подпоручики Лабутин и Михайлов.
Другая попытка высадившегося неприятеля зажечь Лесную биржу тоже не удалась; скрытые там таганрогские милиционеры, под руководством Зигури, Иванова и Щеровского, дали им отпор, и те поспешно скрылись. Небольшая группа неприятеля незаметно взобралась на высокие валы против дворца, но была сброшена охотниками под предводительством Туроверова. Видя, что город невозможно взять с ходу, флот отступил.

### Второй обстрел
После первого обстрела Таганрога русские развернули ещё четырнадцать полков донских казаков около Азовского моря, чтобы защитить прибрежные города. Эти силы прибыли в то время, когда британцы изучали возможности войти в гирла Дона для уничтожения прибрежных складов в районе Ростова-на-Дону. В начале июля флотилия английских паровых судов снова направилась к Таганрогу. 6 (18) июля соединение из 9 пароходов коммандера Осборна, державшего флаг на шлюпе «Везувий», появилось под городом. 9 (21) июля английская флотилия вернулась к Геническу, оставив в Таганрогском заливе 3 винтовых судна — «Своллоу», «Джаспер» и «Грайндер». В это время союзнический флот потерпел незначительную неудачу после того, как местные рыбаки переместили бакены, которые отмечали глубину. В результате 12 (24) июля на мель в районе Кривой косы села британская канонерская лодка «Джаспер», которая впоследствии была захвачена и сожжена казаками. 26 июля (7 августа) соединение Шерарда Осборна ушло из Таганрогского залива.

### Третий обстрел
Третье появление английских боевых судов под Таганрогом состоялось 19 (31) августа. Это было небольшое соединение — флагманский паровой шлюп «Везувий» и винтовые канонерские лодки «Рэнглер» и «Грайндер». За это время русские усилили гарнизон, создали многочисленные укрепления с глубокими траншеями, а также устроили батареи, вооружённые 8 24-фунтовыми карронадами. Коммандер Осборн перешёл на борт «Грайндера» и произвёл рекогносцировку Таганрога и новых батарей. Обменявшись с ними несколькими залпами, пароход ушёл в море.

## Результаты
Крымская война стоила Таганрогу больше чем один миллион рублей. Большой ущерб был нанесён местной инфраструктуре. Двадцать особняков были полностью разрушены, и 74 были повреждены. Было утрачено ещё сто восемьдесят девять зданий. В награду за перенесённое Таганрог был на год освобождён от уплаты налогов.
163 солдата из гарнизона Таганрога были награждены медалями и военными наградами.
28 октября 1856 года Таганрог получил царскую грамоту с благодарностью за героизм его защитников и освобождение от государственных налогов на два года. По этому поводу состоялся военный парад, которым командовал отважный походный атаман И. И. Краснов.

## Интересные факты
На улице Мало-Греческая, 7 (ныне Шмидта) долгие годы стоял дом Варваци, который называли «дом с пулями» из-за многочисленных пуль и ядер, что застряли в его кладке. С 1903 по 1910 годы в доме располагалось коммерческое училище. Дом этот в настоящее время не сохранился.

## Галерея

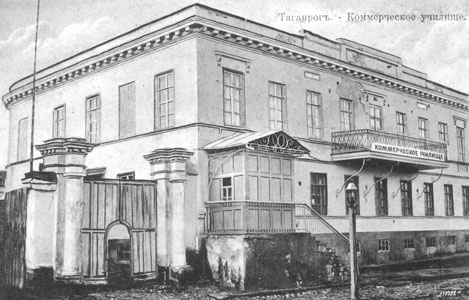
Особняк Ивана Варваци, который был известен как Дом с Пулями. В нём хранились боеприпасы.
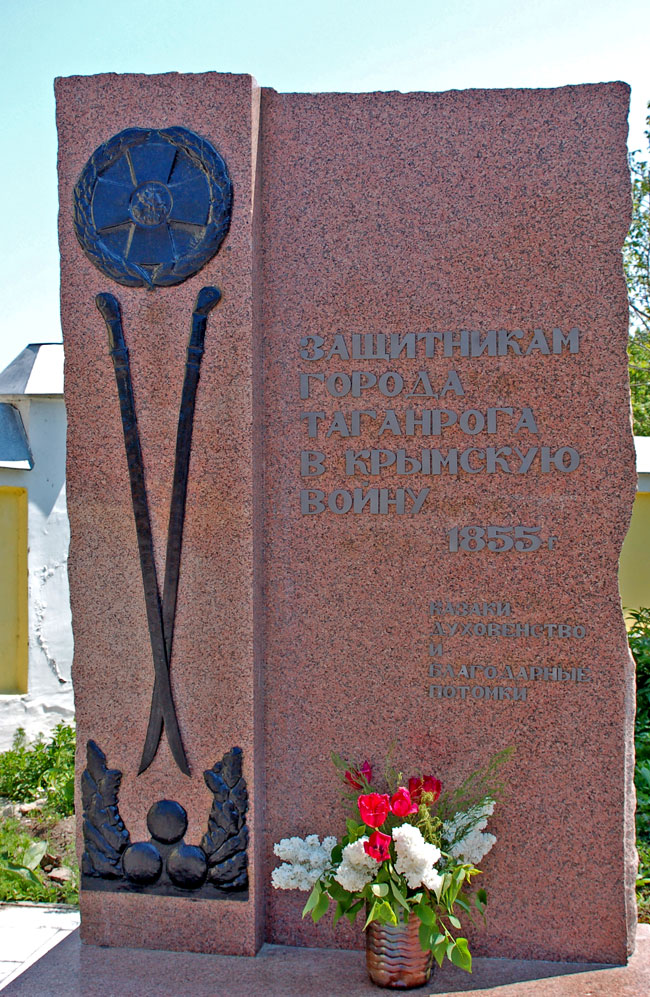
Памятник защитникам Таганрога
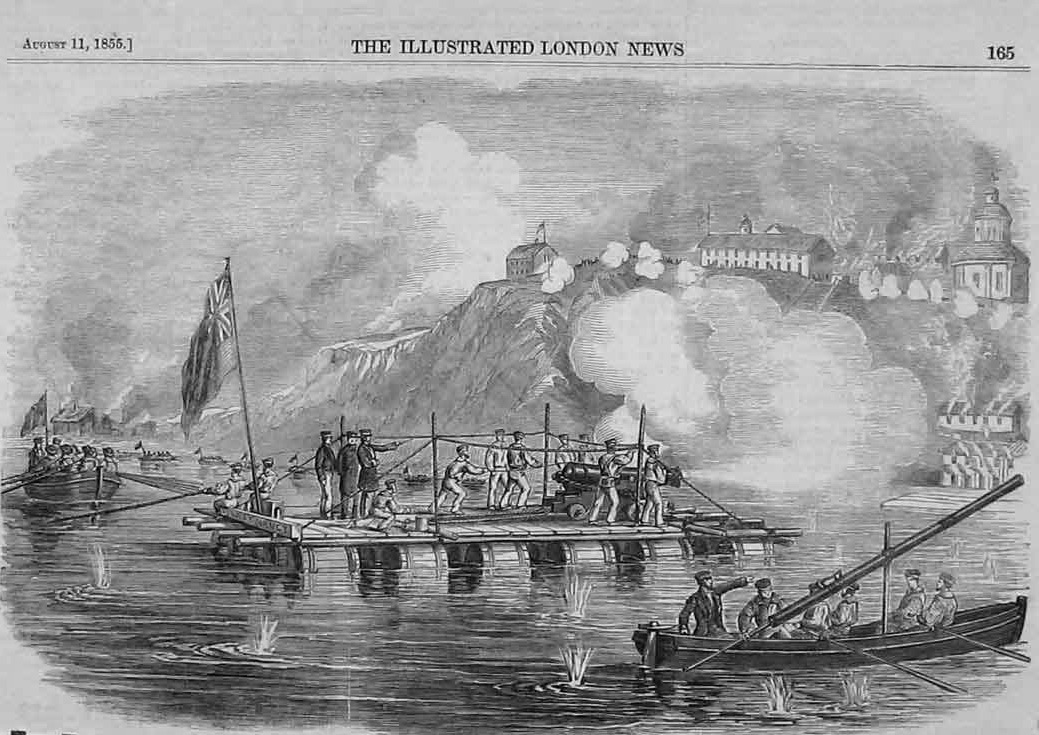
Плот «Леди Нанси» атакует Таганрог